# Боснійський горщик
Боснійський горщик (босн. Bosanski lonac) — боснійське рагу, кулінарна страва, яка цінується за багатий смак і гнучкість. Рецепти для боснійського горщика істотно відрізняються в залежності від особистих і регіональних переваг, але основні інгредієнти включають в себе шматочки м'яса та овочів. У страві можна використовувати змішане м'ясо. Страва була описана як національна страва Боснії.
Боснійський горщик був на столах і багатих, і бідних протягом сотень років. Багаті готували страву з більшою кількістю м'яса та інших дорогих інгредієнтів, а бідні використовували те, що було доступно. Типовими інгредієнтами є: яловичина, баранина, капуста, картопля, помідори, морква, петрушка, часник, перець чорний (цілий, не молодий). Можна використовувати багато різних овочів або м'яса. Страва готується шляхом шарування м'яса та овочів (чергування шарів м'яса та овочів до повного наповнення горщика) в глибокому горщику, після чого додають 100—200 г води. Інгредієнти, як правило, розрізають на великі шматочки, а не дрібно нарізують або подрібнюють.
Спочатку боснійський горщик виготовляли в керамічних горщиках і готували в каміні або в ямі. Сьогодні, при зниженні доступності камінів для приготування їжі, багато кухарів використовують звичайний горщик і кухонну піч. Завдяки перевазі великих шматків м'яса та овочів, треба близько 4 годин, щоб її приготувати.